# Sinomphisa junctilinealis
Sinomphisa junctilinealis là một loài bướm đêm trong họ Crambidae.